# Софронов, Ефим Гаврилович
Ефи́м Гаври́лович Софро́нов (12 октября 1902, Полянок, Козьмодемьянский уезд, Казанская губерния, Российская империя ― 16 августа 1982, Йошкар-Ола, Марийская ССР, РСФСР, СССР) ― советский юрист, государственный руководитель. Первый нарком / министр юстиции Марийской АССР (1942―1957), председатель Верховного суда МАССР (1939―1942, 1957―1964). Депутат Верховного Совета Марийской АССР 3―6-го созыва (1951―1967). Член ВКП(б) с 1938 года. Делегат Всероссийского съезда Советов (1928).

## Биография
Родился 12 октября 1902 года в деревне Полянок ныне Горномарийского района Марий Эл в многодетной семье крестьянина-середняка.
В 1916 году окончил Виловатовскую сельскую школу Горномарийского района Марийской АССР. В октябре 1920 года был учеником в Виловатовском волостном исполкоме, затем был принят делопроизводителем стола ЗАГС при волисполкоме. Работал на этой должности до мая 1923 года, после чего был освобождён в связи с реорганизацией волостей на райисполкомы. С мая 1923 года до призыва в Красную армию работал в хозяйстве родителей.
В мае 1924 года был призван в Красную армию, где служил до октября 1925 года в 4 Туркестанском полку в городе Ташкенте Узбекской ССР.
С декабря 1925 года ― делопроизводитель народного суда, до октября 1929 года ― секретарь народного суда, до мая 1939 года ― народный судья Горномарийского района Марийской АССР.
В 1930 году при его активном участии был организован колхоз «Восход». 
В 1935 году окончил 6-месячные курсы переподготовки при Горьковской правовой школе, а в 1938 году ― Казанский филиал Всесоюзного заочного юридического института без отрыва от производства.
В 1938 году вступил в ВКП(б). 
С мая 1939 года ― заместитель председателя, в августе 1939 ― январе 1942 года ― председатель Верховного суда МАССР.
В 1942―1957 годах ― нарком / министр юстиции Марийской АССР. 
В 1951 году окончил Высшие курсы усовершенствования юристов.
В 1957―1964 годах ― председатель Верховного суда МАССР. 
Занимался и общественной деятельностью: в 1951―1967 годах избирался депутатом Верховного Совета Марийской АССР 3―6-го созыва. С 1926 года был членом профсоюза работников суда и прокуратуры, участвовал в выборах Советов в 1928 году, был делегатом Всероссийского съезда Советов, а в 1937 году был делегатом Горномарийского районного съезда Советов.
За многолетний добросовестный труд награждён орденами «Знак Почёта» (дважды), Красной Звезды, медалями, Почётной грамотой Президиума Верховного Совета РСФСР и Марийской АССР (трижды).
Был женат, в семье ― 2 детей. 
Скончался 16 августа 1982 года в г. Йошкар-Оле.

## Награды
- Орден «Знак Почёта» (1945, 1951)[1]
- Орден Красной Звезды (1946)[1]
- Медаль «За доблестный труд. В ознаменование 100-летия со дня рождения Владимира Ильича Ленина» (1970)
- Почётная грамота Президиума Верховного Совета РСФСР (1960)[1]
- Почётная грамота Президиума Верховного Совета Марийской АССР (1945, 1957, 1962)[1]

## Память
- К 115-летию со дня рождения юриста Е. Г. Софронова в 2017 году Министерством юстиции Республики Марий Эл был подготовлен информационный стенд.
- Некоторые документы из личного архива юриста Е. Г. Софронова ныне хранятся в Государственном архиве Республики Марий Эл[8].